# خليل إبراهيم ياسين
خليل بن إبراهيم بن أحمد بن ياسين العاملي (1910 - 1984)، قاضٍ لبناني شرعي، ورجل دين شيعي، كاتب ومؤلف وشاعر من مؤسسي المجلس الإسلامي الشيعي الأعلى في لبنان، وُلد في بلدة العباسية (قضاء صور - جنوبي لبنان) وتوفي في بيروت ودفن في مدينة النجف في العراق وذلك في العام 1984م (1405هـ).

## دراسته
تلقى علومه الأولى في بلدته على يد والده، فدرس عليه القراءة والحساب وعلوم القرآن، ثم انتقل إلى بلدة طير دبا، ودرس على الشيخ حسين مغنية علوم النحو والمنطق والأصول. بعد دراسته في جبل عامل، وفي سنّ الرابعة والعشرين من عمره انتقل إلى مدينة النجف، حيث مكث فيها 14 عاما(1934 - 1946) للدراسة والتدريس، فتابع التحصيل حتى بلغ درجة الاجتهاد. ومن أبرز أساتذته في النجف:
- السيد أبو الحسن الأصفهاني.
- السيّد محسن الحكيم.
- السيّد محمد حسين كاشف الغطاء.

عاد إلى لبنان وهو في أوج نشاطه في سنّ السادسة والثلاثين، وانكبّ على التبليغ والتدريس والتأليف ومن أبرز تلامذته في لبنان الشيخ حسن طراد العاملي.

عندما بلغ الخمسين من عمره، ذاع صيته في لبنان فتولى القضاء الجعفري الشرعيبين الأعوام (1960 - 1975)، حيث عمل مستشارا في المحكمة الجعفرية العليا، وكان إلى جانب ذلك يتابع التدريس والتأليف.

## في القضاء الشرعي والمناصب الرسمية
شغل وظيفة قاضي شرعي في المحكمة الجعفرية في لبنان من عام 1960م، ولغاية عام 1975م، وتنقل في المناصب التالية:
- القاضي الشرعي في محكمة جبيل الشرعيّة الجعفريّة من عام 1966م، ولغاية عام 1973.
- القاضي الشرعي في محكمة طرابلس الشرعيّة الجعفريّة من عام 1967م، ولغاية عام 1973م.
- كما شغل وظيفة مستشار لرئيس المحكمة الجعفريّة.
- كان عضوا في الهيئة الشرعيّة للمجلس الإسلاميّ الشيعي الأعلى.

## المؤلفات
له عدد من المؤلفات منها المطبوع ومنها غير المطبوع ومنها ما كُتب عت سيرته:

### المؤلفات المطبوعة
- أضواء على متشابهات القرآن - مكتبة الهلال - بيروت : يحتوي على 1600 سؤال وجواب.- يقع في جزءين طبع عام ( 1388 هـ)
- إثبات الصانع : قراءة فلسفيّة وعقليّة.
- حل مشكلات القرآن :يحتوي على 400 سؤال وجواب.
- محمد في نظر علماء الغرب - دار الأندلس - بيروت
- الإمام علي عدالة ورسالة - دار الوفاء - بيروت
- مجالي الغرر : ديوان شعر[6]

### المؤلفات غير المطبوعة
- المفردات الأجنبية في اللغة العربية
- شرح كتاب الكفاية في الأصول
- رسالة في العلم الإجمالي
- شرح على طهارة كتاب العروة الوثقى
- أدباء القرن العشرين
- على هامش الوحي - مقالات

### كتب عنه
- العلامة الشيخ خليل ياسين: في سيرته وتراثه - صفحة في تاريخ جبل عامل - الدكتور محمد ياسين - دار العلم والحكمة 2010.[7]

## التكريمات
- كرّم المجلس الثقافي للبنان الجنوبي، الشيخ خليل ياسين وذلك بإزاحة الستارة عن رسمه في قاعة (أعلام الجنوب)، وكان هذا التكريم على هامش ندوة حول كتاب «محمد عند علماء الغرب» في قاعة المجلس في بيروت وذلك في 20 - 12 - 2012.[8]
- بمناسبة مرور مائة عام على ولادته، أقام المجلس الإسلامي الشيعي الأعلى حفل تكريم لذكراه. وتضمَّن الاحتفال كلمات لنجله ولجميع ممثلي الهيئات الروحية والسياسية في لبنان.[9]

## الجمعيات والمؤسسات التي شارك في إنشائها
شارك الشيخ خليل ياسين في تأسيس عدّة جمعيات ومؤسسات كان منها:
- جمعيّة علماء الدين العامليّة في مدينة صور
- جمعيّة الهداية والإرشاد في بيروت
- المجلس الإسلاميّ الشيعيّ الأعلى
- تأسيس مسجد في سن الفيل في ضواحي بيروت.

## وفاته
توفي في محل إقامته في بيروت في العام 1984 (1405 هـ)، ونقل جثمانه إلى النجف بوصية منه حيث دُفن هناك.

## وصلات خارجية
- محمد ياسين حاضر عن كتاب النبي محمد عند علماء الغرب
- «محمَّد عند علماء الغرب» .. ندوة في المجلس الثقـافي للبنـان الجنوبي